# William Bailey
William James "Bill" Bailey (6 de abril de 1888 — 12 de fevereiro de 1971) foi um ciclista britânico que competiu representando o Reino Unido nos Jogos Olímpicos de 1908.